# Сухеил ел Хасан
Сухеил Салман ел Хасан (арап. الحسن‎‎سهيل); Џабла, 1970), познатији као "Тигар" (النمر al-Nimr) је сиријски бригадни генерал и командант елитне јединице Сиријске војске познате под именом „Тигрове снаге". Ова јединица под његовом командом је током рата у Сирији постигла изванредне резултате у борбама против терориста, а генерал Хасан је постао симбол националног отпора, уз раме са легендарним Исамом Захредином. Хасан је 1991. завршио ваздухопловну академију и ступио у јединице Сиријског РВиПВО, касније се придружује обавештајном одељењу ратног ваздухопловства где је радио на обуци специјалних елитних јединица. Током грађанског рата у Сирији, генерал Хасан је учествовао и предводио неке од најзначајнијих операција на најкритичнијим тачкама и стекао високу репутацију. Према аналитичарима, генерал Хасан је изданак нове генерације официра, а према француском часопису „Le Monde", Хасан би својом популарношћу могао да постане ривал председнику Асаду.